# Enhörningen (spänningsroman)
Enhörningen är en spänningsroman från 2015 skriven av bröderna och sportjournalisterna Jonas Karlsson och Mathias Karlsson. Den är utgiven på bokförlaget Natur & Kultur. Boken utspelar sig i idrottsmiljö, huvudperson är den fiktive diskuskastaren Björn Adolfsson, allmänt kallad "Enhörningen", som vid 37 års ålder bestämmer sig för att göra comeback och satsa mot de olympiska spelen i Rio de Janeiro 2016. För att lyckas med sin satsning dopar han sig och via kontakter kommer han i kontakt med gendopning.
På sin väg mot OS dras Enhörningen in i ett dödligt drama som innefattar såväl idrottens högsta ledning som maffialiknande knarksyndikat i Stockholms undre värld. Boken är en spänningsroman, men innehåller också diskuterande och filosofiska aspekter, såsom idrottens etik i fråga om både dopning och korruption, samt dopningen som ett växande samhällsproblem.